# Марс (Курганская область)
Марс — деревня в Целинном муниципальном округе Курганской области России.

## География
Деревня находится на юго-западе Курганской области, в пределах юго-западной части Западно-Сибирской равнины, в лесостепной зоне у озера Иваново, на расстоянии примерно 8 километров (по прямой) к юго-востоку от села Целинного, административного центра округа.

### Климат
Климат характеризуется как резко континентальный, с холодной продолжительной малоснежной зимой и жарким сухим летом. Средняя продолжительность безморозного периода составляет 113 дней. Среднегодовое количество атмосферных осадков — 397мм.

## История
Основана в 1921 году. По данным на 1926 год хутор Иванова состоял из 5 хозяйств. В административном отношении входил в состав Усть-Уйского сельсовета Усть-Уйского района Челябинского округа Уральской области.

## Население
| 1989 | 2002 | 2010 |
| ---- | ---- | ---- |
| 206  | ↗272 | ↘148 |

По данным переписи 1926 года на хуторе проживало 27 человек (16 мужчин и 11 женщин), в том числе: русские составляли 100 % населения.

### Национальный состав
Согласно результатам Всероссийской переписи населения 2002 года, в национальной структуре населения русские составляли 72 %.